# Imma leiochroa
Imma leiochroa is een vlinder uit de familie van de Immidae. De wetenschappelijke naam van de soort is voor het eerst geldig gepubliceerd in 1903 door Oswald Beltram Lower.